# Socialistisk UngdomsFront
Socialistisk UngdomsFront – duńska lewicowa organizacja młodzieżowa, założona w 2001 roku, działająca jako stowarzyszenie i niebędąca jednocześnie młodzieżówką żadnej partii politycznej, natomiast współpracująca z Blokiem Czerwono-Zielonym, do którego należy ponad 80% członków organizacji. Organizacja skupia działaczy odwołujących się do różnych wariantów socjalizmu od komunizmu, anarchokomunizmu, syndykalizmu po trockizm. Front młodych socjalistów wydawał magazyn "Frontalt". Stowarzyszenie nie ma jednego lidera, obowiązuje w nim bezpośrednia demokracja. W skład Socialistisk UngdomsFront wchodzi około 35 autonomicznych grup lokalnych. Organizacja w 2011 roku liczyła 1523 członków.